# オルガスム (Xの曲)
「オルガスム」は、日本のロック・バンドであるX（現・X JAPAN）が1986年4月10日にリリースした2枚目のシングル。発売元はエクスタシーレコード。

## 解説
エクスタシーレコードの第1号商品。インディーズ時代にリリースされた自主制作EP。
このレコードを発売するためだけに、リーダーのYOSHIKIがエクスタシーレコードを設立した。通販やライブハウスのほか、YOSHIKIが直接掛け合ったレコード店でも販売された。初回プレス分の2500枚が完売したため再プレスを予定していたが、レコーディングに参加したギタリストのJUNとベーシストのHIKARUが脱退したため行われなかった。
発売当時のキャッチコピーは「このスピードに着いて来れるか!?」、「はっきり言ってこのEPは爆発的に売れてます!!」であった。
当時のメンバーはYOSHIKI（ドラムス）、TOSHI（ボーカル）、JUN（ギター）、HIKARU（ベース。ジャケットには「HIKALU」と表記）。
歴代の音源中と比べ、TOSHIのヴォーカルのキーが高くレコーディングされている。
シングルのタイトルはX（X JAPAN名義含む）の楽曲としては数少ない仮名表記だが、ライブ・アルバムなどに収録される際に「Orgasm」と表記されることもある。
歌詞カードにはコンドームが描かれている。ライブではタムタムを使用することがある。
ヘヴィメタル専門誌『BURRN!』で低評価を下されたことに激怒したYOSHIKIが『BURRN!』編集部に抗議の手紙を送ったことがあった。評価を下したのは当時の編集部員で、現在はフリーライターである増田勇一であり、増田によると別のバンドのレビューで「スピード歌謡曲のようなXよりは好感がもてる」と書き、それを読んだYOSHIKIから「いつかきっと見返してやります」との手紙が来た事を明かしている。
なお、増田とはその後和解しており、メジャーデビュー後のアルバムのスペシャルサンクスリストに増田の名が掲載される、各メンバーが増田からの取材を受けるなど友好な関係を築いている。
日本テレビ系バラエティ番組『天才・たけしの元気が出るテレビ!!』で、流行らない食堂を立て直すという主旨の企画に出演したX（出演したメンバーは、YOSHIKI、TOSHI、HIDE、PATA、TAIJIの5人）が、新装開店した「やしろ食堂」の店内でこの曲を演奏するパフォーマンスを行った。TAIJIが店の前の一般道で炎を吹いたり、食事をする客（ほとんど女子学生の客であった）に向かって「食うぞー!!」「食えよー!!」「食えー!!」と叫ぶなど大暴れしながら演奏するも、誤って店を破壊したTOSHIが演奏を中止し、店側に謝罪して終了するという内容であった。また、このやしろ食堂ライブが、HIDEにとって、X加入後初仕事となった。
CBSソニーでのオーディションでも「紅」とともにいつものライブのノリで演奏された。間奏中TOSHIはひたすら審査員を煽り続け、二酸化炭素を撒き散らそうとしたYOSHIKIがスタッフに制止されていた。

## 収録曲
SIDE-A
1. オルガスム - 3:02
（作詞・作曲:YOSHIKI　編曲:X）
後にメジャーデビュー・アルバム『BLUE BLOOD』に収録されたものとは、歌詞の一部やギターソロが若干異なり、本作の歌詞はより性描写が直接的である。ギターソロでハウリングしている。終盤では、突然の爆発音とともに楽曲が終了する。
2. Time Trip Loving - 3:44
（作詞:TOSHI　作曲:JUN　編曲:X）
JUNが作曲を手掛けた曲では、唯一リリースされた曲である。ライブでは、「夢を両手に抱え街を渡り 幸せに背を向ける」という歌詞が追加されている。

SIDE-B
1. X - 5:37
（作詞・作曲:YOSHIKI　編曲:X）
後に『BLUE BLOOD』に収録されたものとは、歌詞がわずかに異なるほか、ギターソロとアウトロが大幅に異なる。

## パーソネル
- レコーディング・エンジニア：倉持宏